# Rulikowski Kázmér

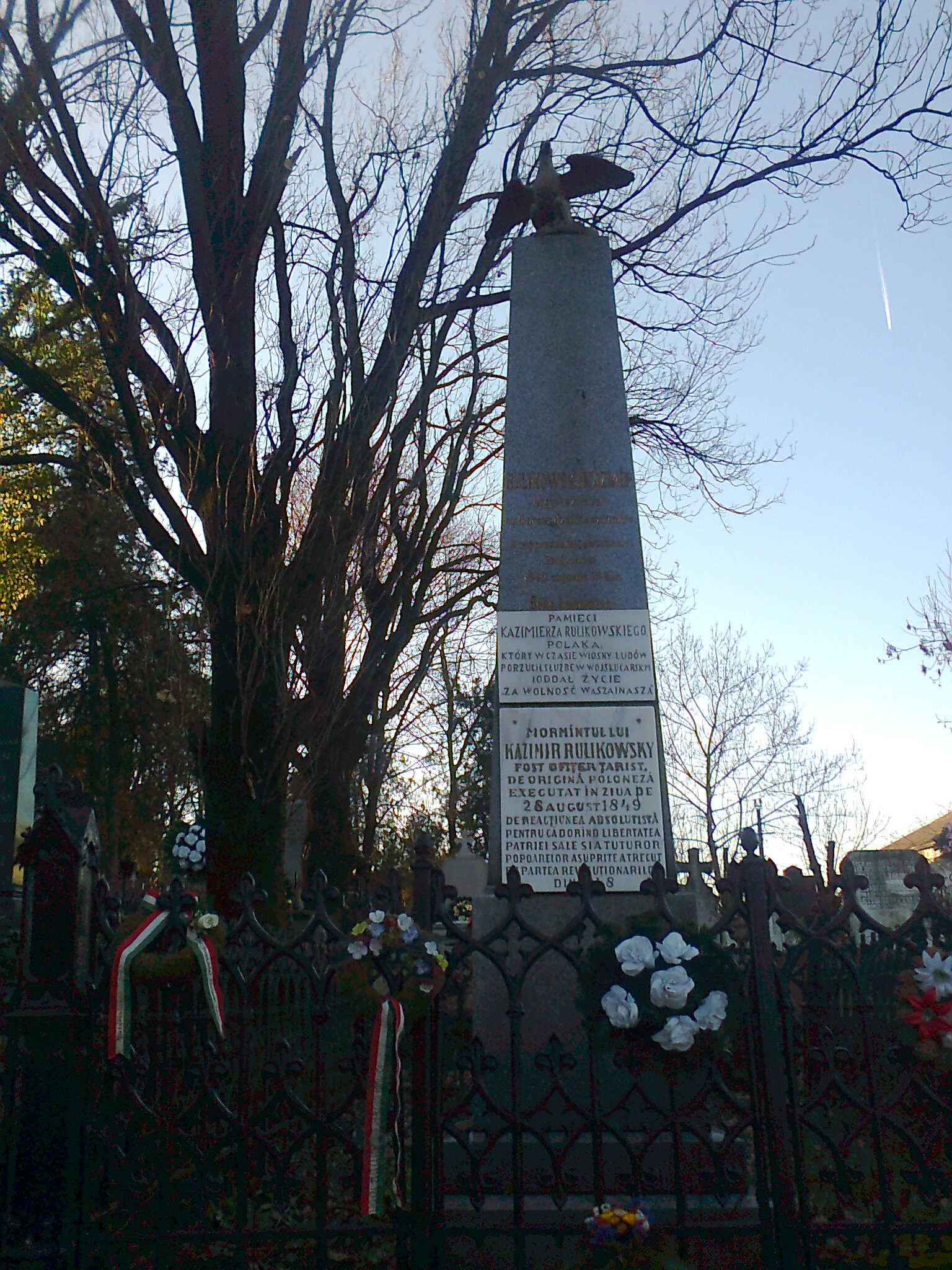
Sírmeléke a nagyváradi Rulikowski temető főbejáratánál

Rulikowski Kázmér, egyes helyeken Rulikovszky Kázmér (eredeti nevén Konrad Kazimierz Rulikowski) (1827. – Nagyvárad, 1849. augusztus 28.) lengyel dzsidás kapitány, az 1848–49-es forradalom és szabadságharc vértanúja.

## Élete
Édesapja Leon Rulikowski lengyel főnemes volt, akit Szibériába száműztek a novemberi felkeléssel való rokonszenvezése miatt.
Miután Kázmér elvégezte a varsói katonai akadémiát, valószínűleg zászlósi rangban a cári hadseregbe került. A lengyel származású orosz tiszt 1849-ben megszökött a 7. ulánusezredből, és a magyar szabadságharc mellé állt. Bem József oldalán harcolt immár kapitányként a temesvári csatában. A lengyel légió parancsnoka, Józef Wysocki tábornok az emigrációt javasolta számára, de a fiatal tiszt haza akart térni a szülőföldjére. Elfogták és Világos után a magyar tisztekkel együtt az orosz lovasezred kíséretében Gyulára vitték. Augusztus 22-én lefegyverezték. 

## Halála
Később Nagyváradra került, ahol a rögtönítélő hadbíróság halálra ítélte. 1849. augusztus 28-án Ivan Paszkevics orosz tábornagy, a cári hadsereg főparancsnoka kivégeztette a 22 éves lengyel tisztet.
Nagyváradon nem volt nap újság  nélkül, így  ismét hire járt, hogy a halálra Ítélt lengyel Rulikovszky, volt orosz kapitány, ki a  magyarokhoz Vácznál  átszökött, az óhitű temető közelében ki fog végeztetni. Bajtársunknak még egv istenhozzádot mondandó, a vesztőhely közelében vártuk a gyászmenetet. Egy csoport szuronyos orosz katonától környezve láttuk Rulikovszkyt rövidre nyírott szőke hajjal, hosszú begombolt köpenyben, amint keresztbefont karokkal elszántan, sebes  léptekben haladt előre. Kisvártatva fegyverropogás hallatszott s ő kiszenvedett

## Emlékezete
- Évekig jeltelen sírban aludta örök álmát az 1848–49-es magyar szabadságharcban részt vett hős. A kiegyezés után, 1872-ben díszes emléket állított neki Nagyvárad, és utcát is elneveztek róla. A városi köztemető is az ő nevét viseli.
- Tiszteletére Budapesten emléktáblát helyeztek el a Földművelésügyi Minisztérium falán a Báthory utca sarkánál. (Czinder Antal munkája, 1997)
- Gyulán utca őrzi nevét (Rulikowski utca)
- Bárdos László: A dzsidás kapitány című történelmi regényének főszereplője (Eredetileg A dzsidáskapitány címmel 1954-ben adták ki, később a Delfin könyvek sorozatban is megjelent 1974-ben: ISBN 9631100510)